# Lehwaz
Lehwaz – wieś w Armenii, w prowincji Sjunik. W 2011 roku liczyła 571 mieszkańców.